# Eikenmeeldauw
Eikenmeeldauw (Erysiphe alphitoides ((teleomorfe fase), syn.Microsphaera alphitoides (anamorfe fase)) is een echte meeldauw, die behoort tot de Erysiphaceae Erysiphaceae van de ascomyceten. Hij komt voornamelijk voor op zaailingen en jonge bomen van zomereik en wintereik en veroorzaakt vooral schade in boomkwekerijen. Daarnaast kunnen ook beuk,witte paardenkastanje en tamme kastanje aangetast worden.
Bij het begin van de aantasting ontstaan kaneelkleurig vlekken op de bladeren, die zich snel uitbreiden. Op het blad groeit het mycelium met gesepteerde schimmeldraden, dat met haustoriën de cellen van de bladeren binnendringt. Vervolgens bedekt een wit mycelium het blad en worden er 25 à 45 × 13 à 25 µm grote conidiën gevormd. Uiteindelijk rolt het blad in elkaar, wordt het bruin en valt vroegtijdig van de boom af. De schimmel overwintert meestal als mycelium in de bladknoppen.

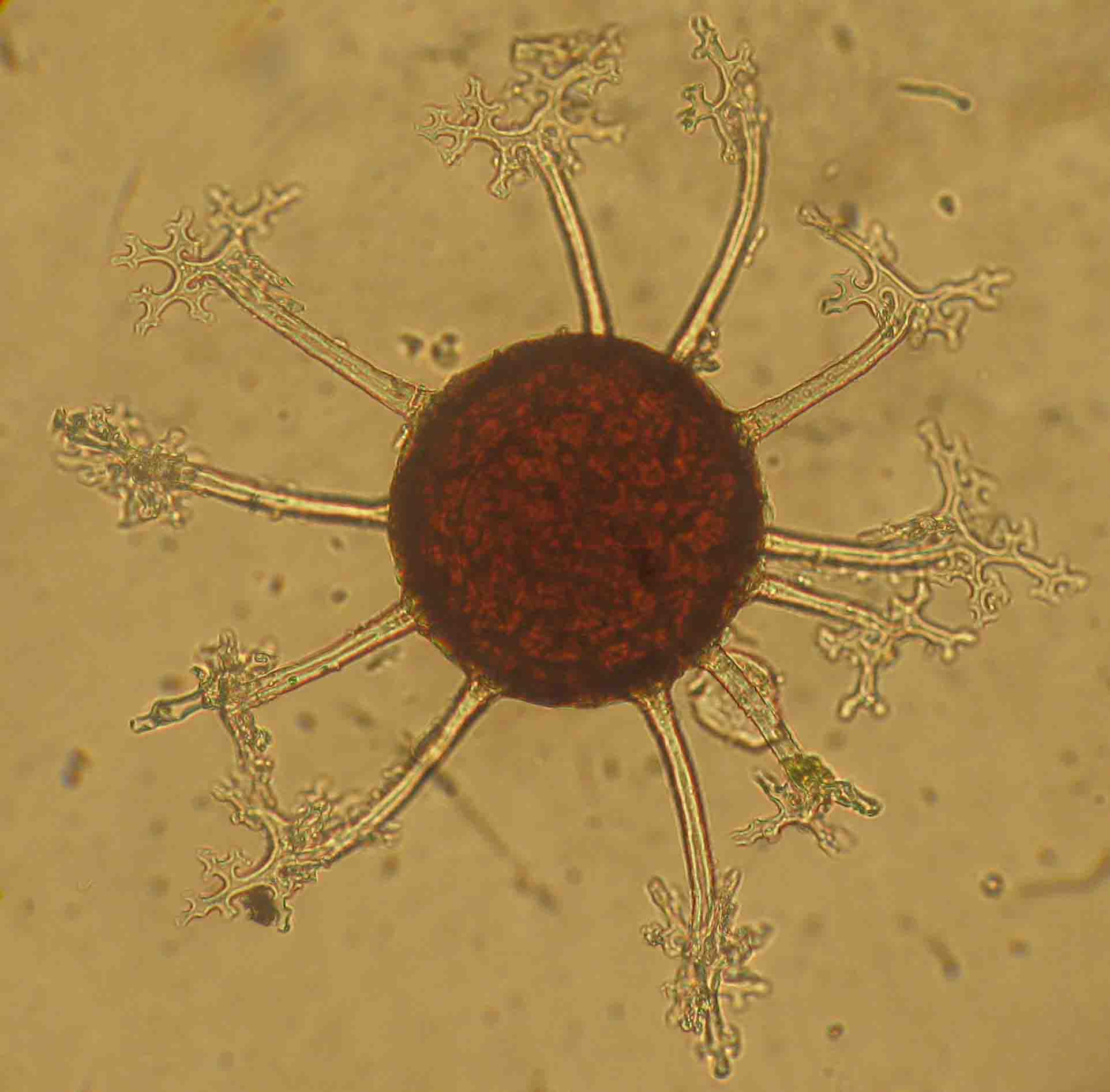
Cleistothecium van eikenmeeldauw op een blad van de zomereik. De aanhangsels van het cleistothecium zijn per soort verschillend.

In de herfst worden er vooral na een hete zomer bruine of zwarte, 0,1 - 0,2 mm grote puntjes, cleistotheciën, op de bladeren gevormd.

## Verspreiding
De vermoedelijk uit Noord-Amerika geïmporteerde schimmel kwam voor het eerst voor in Europa in 1907, in Frankrijk, Spanje, Luxemburg en Nederland. In 1909 kwam de schimmel ook voor in Turkije en Rusland en in 1912 ook in Brazilië. In 1980 ontdekte Boesewinkel dat eikenmeeldauw ook voorkomt op mangosoorten in Nieuw-Zeeland. Uit een studie van ribosomaal RNA van 33 monsters van eikenmeeldauw uit Europa is gebleken dat Erysiphe alphitoides dezelfde sequenties heeft als Oïdium mangiferae, een belangrijke ziekte van mango in verschillende tropische gebieden en Oïdium heveae, een economisch belangrijke ziekte van de Braziliaanse rubberboom. Deze resultaten komen overeen met die van Boerewinkel en suggereren dat E. alphitoides en O. mangiferae dezelfde soort zouden kunnen zijn. Mougou et. al publiceerden in 2008 dat E. alphitoides zijn oorsprong in de tropen heeft en na introductie in Europa ook de eik aantast.